# Парминов, Александр Андреевич
Александр Андреевич Парминов (02.09.1922 — 26.08.1994) — командир орудийного расчёта 308-го стрелкового полка 98-й стрелковой дивизии, сержант — на момент представления к награждению орденом Славы 1-й степени. Член ВКП/КПСС с 1944 года.

## Биография
Родился 2 сентября 1922 года в деревне Хора-Пыри Ядринского уезда (ныне — Вурнарского района Чувашии). Чуваш.
В 1926 году вместе с родителями переехал на постоянное жительство в деревню Канаш Велижанского сельсовета Нижнетавдинского района Тюменского округа Уральской области. В 1940 году окончил среднюю школу в селе Велижаны.
В Красной Армии с октября 1940 года. Служил в Ленинградском военном округе. На фронте в Великую Отечественную войну с 1941 года. В составе 43-й стрелковой дивизии 23-й армии Северного фронта участвовал в боях на Карельском перешейке. В августе 1941 года в бою севернее Выборга был тяжело ранен и направлен в госпиталь в Ленинград. В январе 1942 года после выздоровления направлен разведчиком в 168-ю стрелковую дивизию Приморской оперативной группы, в составе которой воевал на Ораниенбаумском плацдарме. Осенью 1943 года вновь ранен. После излечения воевал в 308-м стрелковом полку 98-й стрелковой дивизии. В составе 2-й ударной армии Ленинградского фронта участвовал в Красносельско-Ропшинской наступательной операции, в ходе которой была полностью снята блокада Ленинграда. Затем, с марта 1944 года — освобождал Эстонию.
Орудийный номер 45-миллиметровой пушки того же полка и дивизии сержант Парминов во время проведения Тартуской операции 27 августа 1944 года в бою юго-западнее города Элва заменил выбывшего из строя командира орудия и с бойцами расчёта подавил три огневые точки, подорвал три автомашины с боеприпасами, ликвидировал до 15 пехотинцев.
Приказом по 98-й стрелковой дивизии от 4 сентября 1944 года сержант Парминов Александр Андреевич награждён орденом Славы 3-й степени.
В октябре 1944 года 98-я стрелковая дивизия была передана в состав 1-й ударной армии 2-го Прибалтийского фронта и вела бои по блокированию курляндской группировки противника.
Командир орудийного расчёта сержант Парминов 5 января 1945 года, находясь в боевых порядках стрелковых подразделений у населённого пункта Грайзас, огнём из орудия подавил два пулемёта, истребил свыше отделения солдат.
Приказом по 1-й ударной армии от 27 января 1945 года сержант Парминов Александр Андреевич награждён орденом Славы 2-й степени.
В феврале 1945 года дивизию перебрасывают на 1-й Украинский фронт, где она в составе 59-й армии участвовала в Верхнесилезской операции, освободила ряд населённых пунктов и вышла в предгорья Судет на границу Польши с Чехословакией.
В наступательном бою 15 марта 1945 года Парминов прямой наводкой ликвидировал три огневые точки противника и свыше десяти солдат. 19 марта 1945 года у населённого пункта Герельсдорф подбил пушку, две повозки, поразил несколько противников, с бойцами расчёта 18 взял в плен.
Указом Президиума Верховного Совета СССР от 27 июня 1945 года за мужество, отвагу и героизм, проявленные в борьбе с захватчиками, сержант Парминов Александр Андреевич награждён орденом Славы 1-й степени.
27 марта 1945 года вновь тяжело ранен. На фронт больше не вернулся.
В октябре 1945 года демобилизован. Возвратился в село Велижаны Тюменской области. Работал ответственным секретарём районной газеты.
В 1954 году окончил Тюменский педагогический институт. Работал учителем истории и заведующим учебной частью Чугунаевской средней школы в Нижнетавдинском районе Тюменской области.
С 1968 года жил в посёлке Билимбай Первоуральского горсовета Свердловской области. Работал учителем истории в школе № 22 посёлка Билимбай.
Умер 26 августа 1994 года. Похоронен на кладбище посёлка Билимбай.
В селе Большая Заморозовка Чугунаевского поселкового совета именем А. А. Парминова названа улица. На здании Канашской средней школы установлена мемориальная доска.

## Награждён
- орденами Славы 1-й, 2-й и 3-й степени
- орденом Отечественной войны 1-й степени (06.04.1985)[1]
- медаль «За отвагу» (05.03.1944)
- медаль «За боевые заслуги» (24.01.1944)
- медаль «За оборону Ленинграда» (22.12.1942)
- медаль «За победу над Германией в Великой Отечественной войне 1941—1945 гг.» (09.05.1945)[2] и другими медалями